# Pat Cash
Patrick Hart "Pat" Cash (1965, május 27. –) egykori ausztrál hivatásos teniszező. Legfőbb sikere az 1987-es Wimbledoni teniszbajnokság megnyerése. Karrierje során összesen 7 egyéni és 12 páros ATP tornagyőzelmet gyűjtött be. 1983-ban és 1986-ban hozzásegítette Ausztráliát a Davis-kupa megnyeréséhez, mindkét alkalommal ő nyerte meg a döntő meccset. Játékát klasszikus szerva-röptézés jellemezte. Wimbledoni győzelmét úgy ünnepelte, hogy kimászott a nézők közé családjához, elindítva ezzel egy tradíciót, amit később többen is követtek, más Grand Slameken is.

## Grand Slam döntői

### Győzelmei (1)
| Év   | Helyszín  | Ellenfél a döntőben | Eredmény a döntőben |
| 1987 | Wimbledon | Ivan Lendl          | 7-6, 6-2, 7-5       |

### Elvesztett Grand Slam-döntői (2)
| Év   | Helyszín        | Ellenfél a döntőben | Eredmény a döntőben     |
| 1987 | Australian Open | Stefan Edberg       | 6-3, 6-4, 3-6, 5-7, 6-3 |
| 1988 | Australian Open | Mats Wilander       | 6-3, 6-7, 3-6, 6-1, 8-6 |

## Külső hivatkozások
- Hivatalos oldal
- ATP Profil